# C.F. Ricard
Christian Frederik Ricard (født 7. november 1830 i København, død 10. januar 1908 sammesteds) var en dansk jurist og departementschef, far til Frederik og Olfert Ricard.

## Karriere
C.F. Ricard, søn af modehandler Aure Ricard og Cathrine født Møller, blev student 1848 fra Metropolitanskolen og juridisk kandidat 1853. Derefter manuducerede han til juridisk embedseksamen og arbejdede fra 1854 som volontør i Justitsministeriet, hvor han 1856 avancerede til kancellist, 1860 til fuldmægtig, 1864 til kontorchef i 1. Departement, departementssekretær og kancelliråd og i 1865, da departementschefen Carl Leuning blev justitsminister, konstitueredes i hans sted 6. november. 29. november 1866 udnævntes Ricard endelig til departementschef i Justitsministeriet, hvilket embede han beklædte til 30. april 1904. Fra 11. december 1885 (efter Oddgeir Stephensens død) var han departementschef for hele ministeriet.
Sjældent har vel en mands evner og tilbøjelighed svaret bedre til det ham betroede embede, end tilfældet er her. Med sin ualmindelige arbejdskraft magtede Ricard endda gennem et ikke kort tidsrum (1885-97) de hidtil under Justitsministeriets 2. Departement henlagte forretninger vedrørende lens- og udskrivningsvæsenet. 1866 blev Ricard justitsråd, 1868 etatsråd (frasagde sig titlen 1871), 28. juli 1869 Ridder af Dannebrogordenen, 26. juni 1872 Dannebrogsmand, 9. juni 1875 Kommandør af 2. grad af Dannebrog og 21. december 1878 Kommandør af 1. grad. Ved sit 25-års jubilæum 29. november 1891 erholdt han Storkorset af Dannebrogordenen og ved sin afgang 1904 blev Ricard gehejmekonferensråd. Han bar Sankt Olavs Orden (Ridder af 1. klasse) og Nordstjerneordenen (Kommandør af 1. klasse).

## Medlem af kommissioner
Endvidere var Ricard medlem af en mængde kommissioner til udarbejdelse af lovforslag og deslige, således af Kommissionen angående indlemmelse i Kongeriget af de ved fredstraktaten af 30. oktober 1864 fra Slesvig adskilte distrikter, Proceskommissionerne 1868 og 1892, Sø- og Handelslovgivningskommissionen af 1870, Kommissionen af 1871 angående portofrihedens ophævelse, Kommissionen af 1872 vedrørende det danske møntsystem, Kommissionen til tilvejebringelse af ensartede regler i de tre nordiske lande om firmaer og varemærker og formand for Straffelovskommissionen af 1905. Som Justitsministeriets tilforordnede fungerede han som formand for tilsynsrådet for Landbygningernes almindelige Brandforsikring (1871 medlem af bestyrelsen, 1883 medlem af repræsentantskabet og formand for dets tilsynsråd) og (fra 1874) som medlem af kontroludvalget for Købstædernes almindelige Brandforsikring. Han var formand for Landmandsbankens bankråd (medlem 1883, formand 1893) og (siden 1888) 2. medlem af direktionen for Den Hielmstierne-Rosencroneske Stiftelse. 1877 udnævntes han til ekstraordinær assessor i Højesteret, 1881 var han medstifter af Juridisk Forening, og 1898 deltog han som teknisk delegeret for Danmark i Anarkistkonferencen i Rom.

## Indflydelse
I modsætning til så mange praktiske jurister fandt Ricard ved siden af sin ofte ret overvældende embedsgerning tid til med varm interesse at følge den teoretiske retsvidenskabs udvikling og at lade denne komme hans arbejde til gode. Han optrådte ikke som forfatter, men uddrog man af Lov- og Ministerialtidende det fra ham hidrørende, ville det vise sig at repræsentere et betydningsfuldt juridisk forfatterskab. Personligt har Ricard gennem sine rige evner, sin strenge pligtopfyldelse og kærligheden til sin gerning haft betydelig indflydelse på mange jurister, som under hans ledelse begyndte deres statstjeneste i "Den røde Bygning".

## Ægteskaber
Han blev gift første gang 1. maj 1857 i Spjellerup Kirke med Cecilia Charlotte Louise Plum (16. september 1830 i København - 8. maj 1858 i Spjellerup), datter af adjunkt, senere sognepræst, provst Peter Andreas Plum og Anna Louise Heger. I sit andet ægteskab ægtede Ricard 23. oktober 1865 i Barløse Kirke Signe Sophie Vilhelmine Møller (10. januar 1844 i Verst - 21. oktober 1901 i København), datter af sognepræst Hans Hartvig Møller og Sophie Jacobine Janssen.
Han er begravet på Vestre Kirkegård.